# Pingpongütő-kontroller

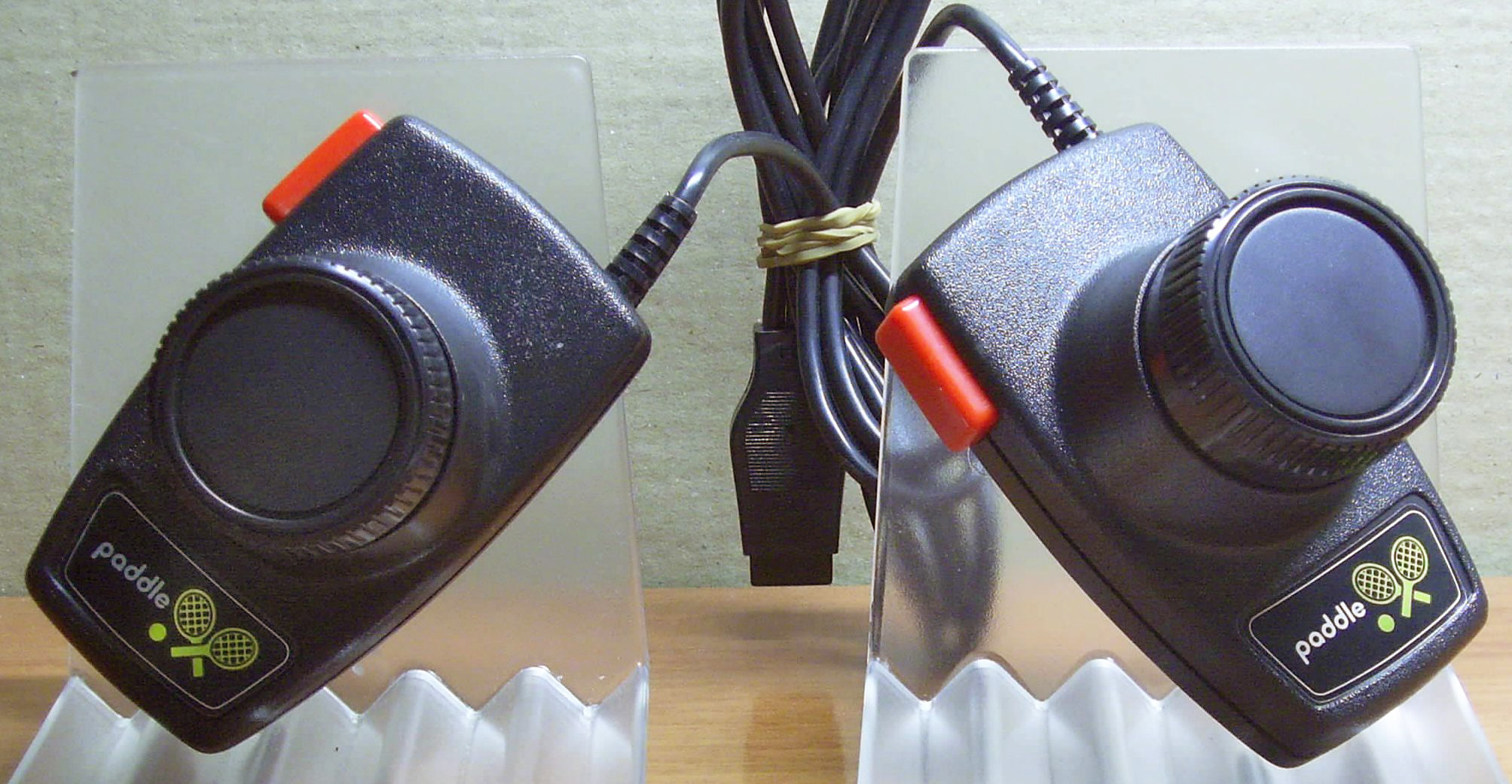
Kettő Atari 2600-pingpongütő-kontroller

A pingpongütő-kontroller olyan játékkontroller, amelyen egy kerék és egy vagy több tűzgomb található. A kerékkel tipikusan a játékos objektuma mozgatható a videókijelző egyik tengelye mentén. A pingpongütő-kontroller kerekét egy rögzítetett, rendszerint körülbelül 330 fokos íven lehet tekerni, mindkét végén egy ütköző található.

## Kialakítás
A pingpongütő-kontroller kereke rendszerint mechanikusan egy potenciométerhez van kapcsolva, így a generált kimeneti feszültségszint a kerék szögével változik a rögzített referenciahelyzethez képest. A pingpongütő-kontroller tehát egy abszolút pozíciós kontroller vagyis az érzékelő minden előzetes ismeret nélkül leolvasható és az eredmény közvetlenül jelzi a kerék helyzetét. Ez a forgókódoló-alapú eszközökkel, „forgattyúkkal” ellentétes módon működik.

## Használata

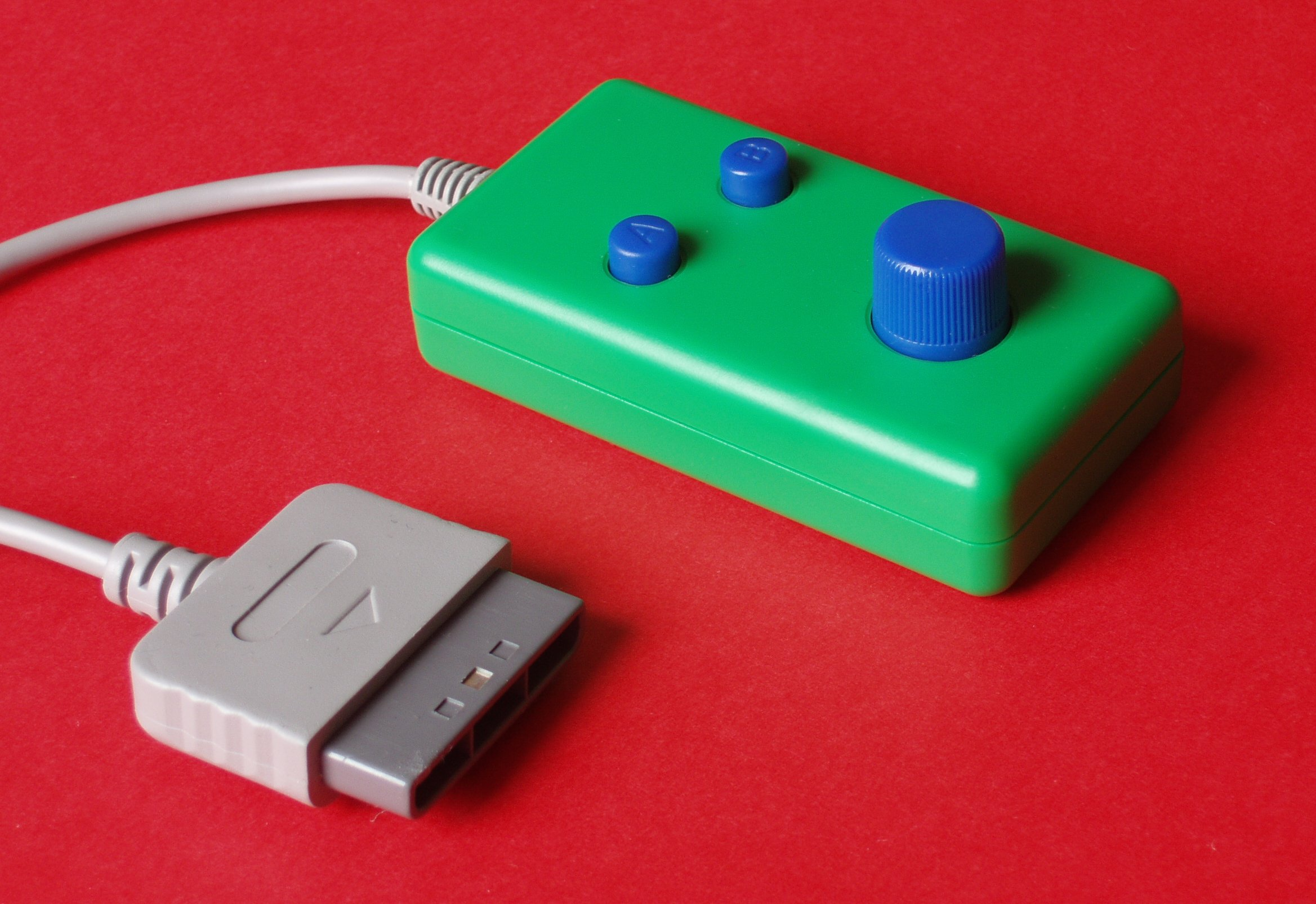
Egy PlayStation-pingpongütő-kontroller

A pingpongütő-kontrollerek 1972-ben jelentek meg a játéktermekben az Atari, Inc. Pong című játékával, illetve az első ilyen kontrollereket alkalmazó konzol az ugyanebben az évben megjelent Magnavox Odyssey volt. 1980-ig az Apple II otthoni számítógép szériatartozéka volt a pingpongütő-kontroller. Az Atari 2600 számos játékához használt pingpongütő-kontrollert, hasonlóan számos korai otthoni számítógéphez, így a Commodore VIC-20-hoz. Az igazi, potenciométer-alapú pingpongütő-kontrollerek azóta gyakorlatilag kikoptak a forgalomból, hiszen ha a potenciométer érintkezője beszennyeződik vagy megkopik, akkor pontatlan értéket olvas, túltekeréssel el lehet törni, illetve drágább analóg érzékelőkkel kell szerelni, míg a kvadratúrakódoló-alapú kontrollerek digitálisan is leolvashatók. Bármelyik újabb pingpongütő-kontroller típusú vezérlőt használó játék kvadratúrakódolót alkalmaz, még akkor is, ha a játék maga ütőket használ a játékmenetéhez (mint az Arkanoid).

### Játékok
A pingpongütő-kontroller arról kapta a nevét, hogy az első ilyen vezérlőt használó játék, a Pong, pingpong-szimulátor. Egyéb pingpongütő-kontrollert használó játékok közé tartozik a Breakout és a Night Driver.

## Hasonló kontrollerek

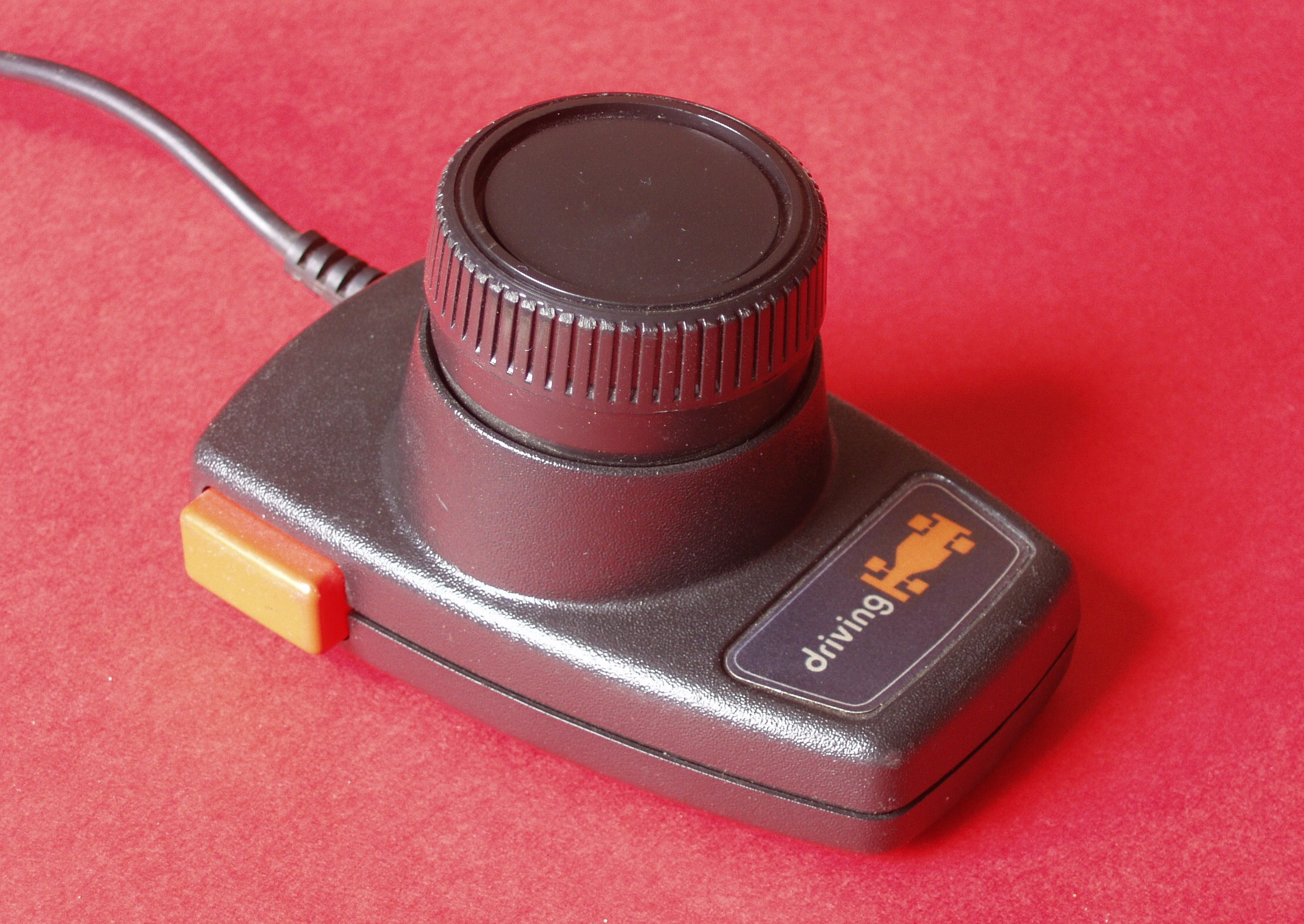
Egy Atari 2600-vezetéskontroller, amely megjelenésében nagyon hasonló az Atari 2600-pingpongütő-kontrollerhez

Az Atari 2600 pingpongütő-kontrollerei nagyon hasonlítanak a vezetéskontrollerekhez. A vezetéskontrollerek a modern játékok kormánykerék-kontrollereit emulálja; a kerék forgatásával a jármű az adott irányba kanyarodik, míg forgatás nélkül egyenesen halad tovább. Az Atari-konzolok vezetéskontrollerei hasonló módon működnek, azonban nem egy kormánykerékből, hanem csak egy a pingpongütő-kontrollerekkel megegyező nagy kerékből állnak.
A vezetéskontrollerekkel ellentétben a pingpongütő-kontrollerek nem tesznek meg egy teljes kört, illetve egy bemenetre kettő kontroller csatlakozik. A pingpongütő-kontrollereken ezeken felül egy teniszütő rajza és a „paddle” szó van nyomtatva, míg a vezetéskontrollerre egy versenyautó és a „driving” szó. Mivel a pingpongütő-kontrollerek esetében egy bemenetre kettő vezérlő jut és a 2600-nak kettő kontrollerbemenete van, ezért a támogatott játékokkal egyszerre négyen is játszhatnak. Az Atari-pingpongütő-kontrollerek a négy kontrollerbemenettel rendelkező Atari 800 otthoni számítógéppel is kompatibilisek, így akár nyolcan is játszhatnak egyszerre.
Az Atari vezetéskontrollerei az olyan játékokkal is kompatibilisek, mint az Indy 500, melyben a kereket folyamatosan egy irányba kell tekerni. A vezetéskontrollerek a pingpongütő-kontrollereket használó játékokkal nem kompatibilisek. A vezetéskontroller a mechanikai egerekhez hasonlóan kvadratúrakódoló-alapú készülék, így csak a relatív pozíció leolvasására képesek, az abszolút pozícióra nem. A vezetéskontroller funkcionalitásában megegyezik az Atari Tempest című játéktermi játék tekerőtárcsás vezérlőjével. Mivel a vezetéskontrollerek esetében egy bemenetre egy vezérlő jut, ezért a 2600-on csak ketten játszhatnak egyszerre.
Az otthoni építésű játéktermi gépekhez számos hasonló forgattyús kontroller jelent meg az olyan játékokhoz, mint a Tempest. Ezek a készülékek egyutas egérként működnek.

## Fordítás
- Ez a szócikk részben vagy egészben  a   Paddle (game controller) című angol Wikipédia-szócikk ezen változatának fordításán alapul.  Az eredeti cikk szerkesztőit annak laptörténete sorolja fel. Ez a jelzés csupán a megfogalmazás eredetét és a szerzői jogokat jelzi, nem szolgál a cikkben szereplő információk forrásmegjelöléseként.